# Schienenverkehr in Schweden

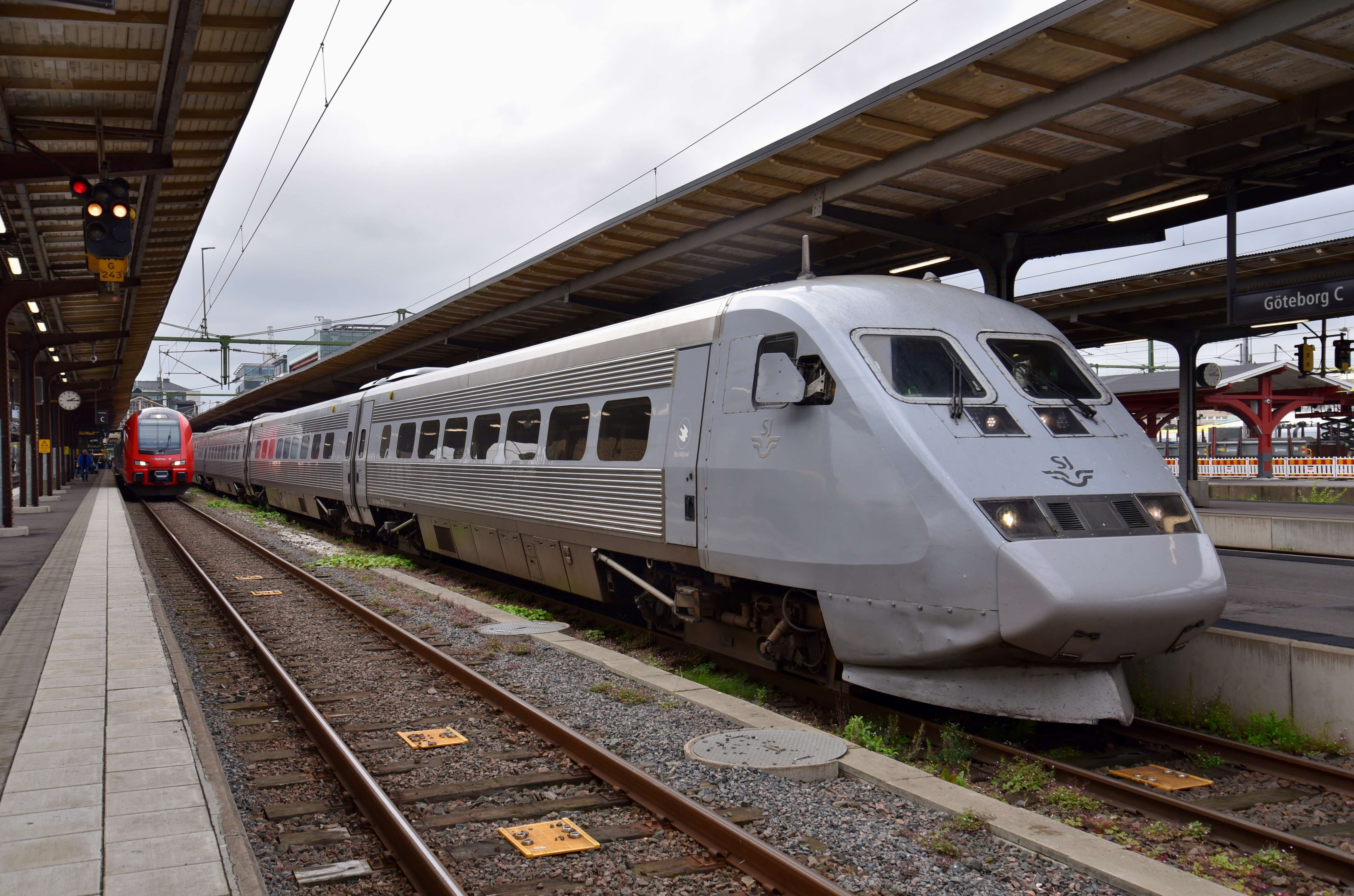
SJ X2 in Göteborg

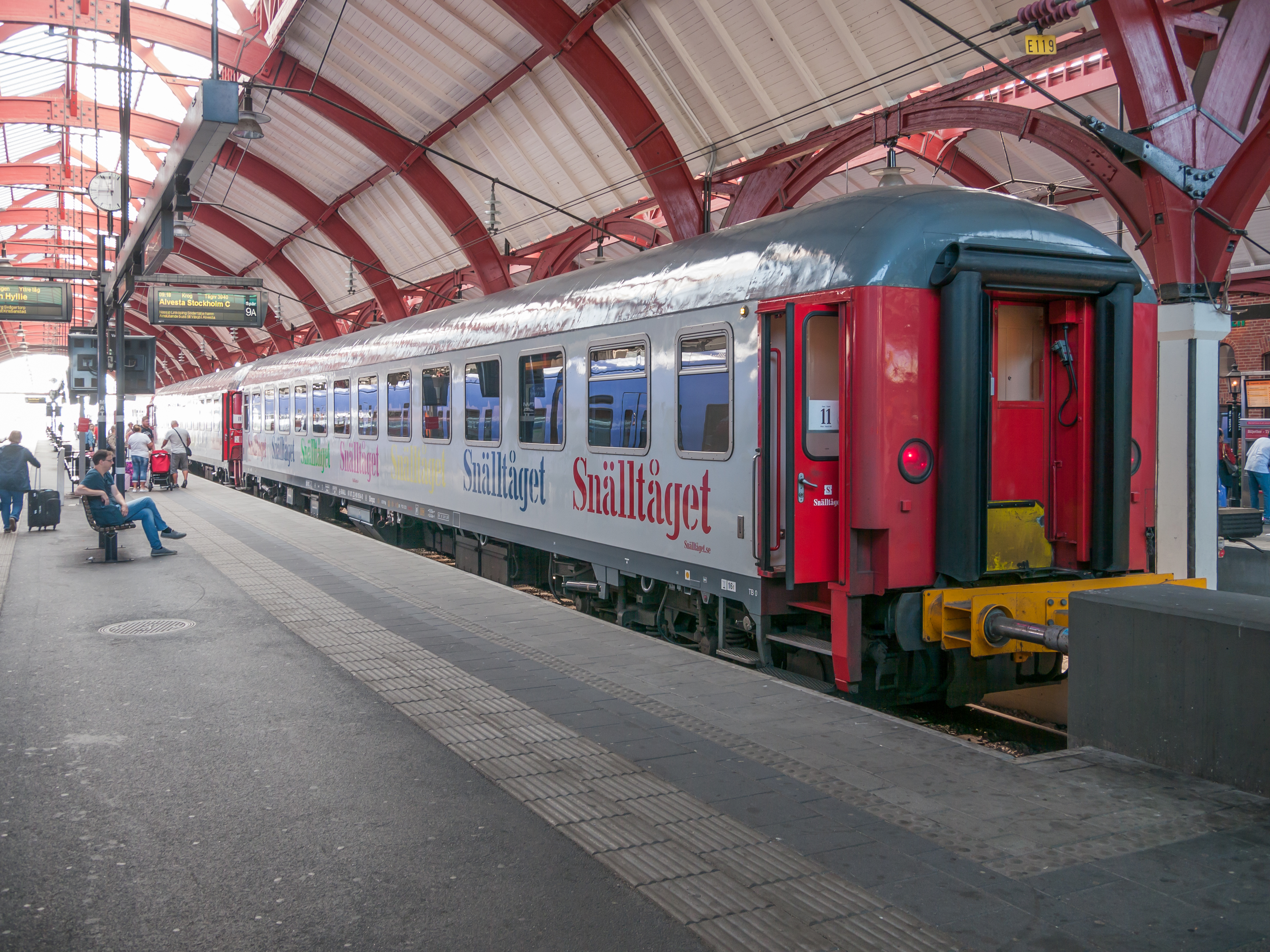
Zug von Snälltåget in Malmö

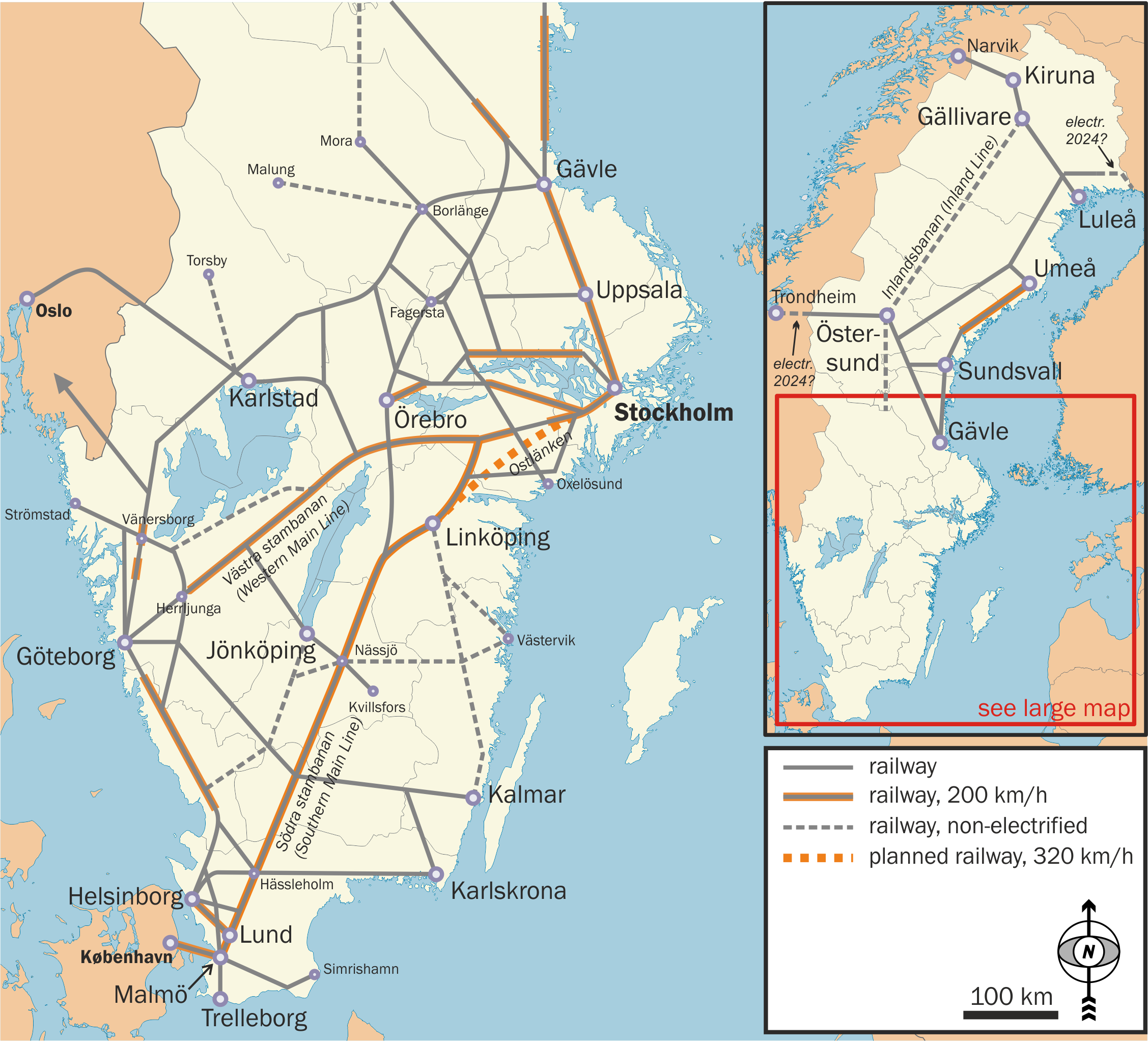
Schienennetz

Der Schienenverkehr in Schweden wurde 1939, im Jahr der größten Ausdehnung, auf einem Netz von rund 16.900 Kilometern erbracht. Bis zum Jahr 2006 schrumpfte das schwedische Schienennetz auf 11.481 Kilometer (2019: 10.899), von denen rund 9.400 Kilometer (2019: 8.185) elektrifiziert sind.

## Geographie
Schweden ist ein relativ dünn besiedeltes Land mit großer Ausdehnung, vor allem in Nord-Süd-Richtung. Die Höhenunterschiede sind meist gering, jedoch müssen zahlreiche Flüsse passiert und Seen umrundet werden. Im Norden gibt es zahlreiche Bodenschätze, für deren Abfuhr Eisenbahnstrecken benötigt werden. Im dichter besiedelten Süden dienen die Strecken in größerem Maß dem Personenverkehr.

## Geschichte

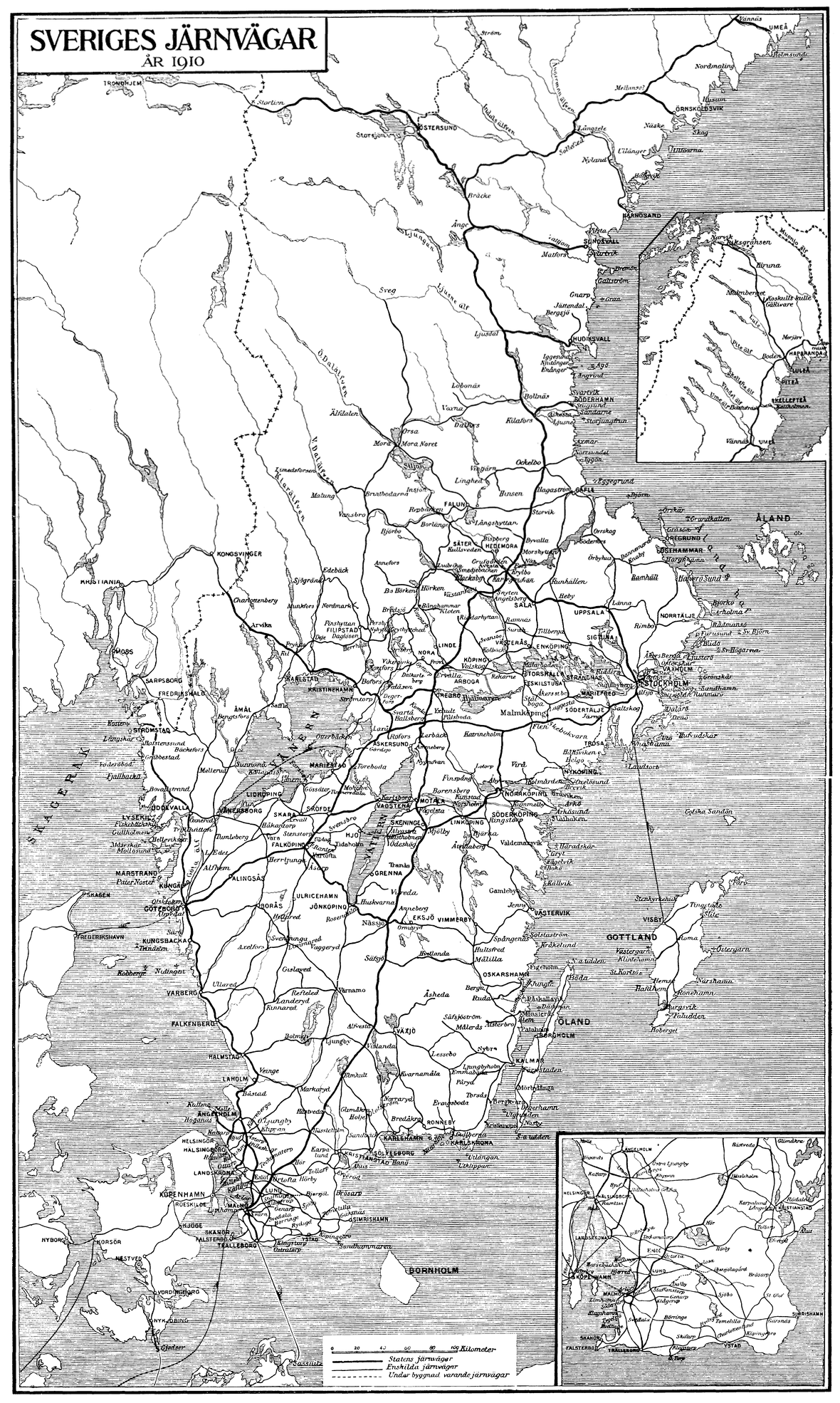
Schwedisches Eisenbahnnetz im Jahr 1910

### 1856 bis 1930
Als erstes öffentliches Schienenverkehrsmittel Schwedens nahm die mit Pferden betriebene Strecke der Frykstad–Klara Älvs Järnväg am Ufer des Fryken im Jahr 1849 in der seltenen Spurweite von 1188 mm den Betrieb auf. Sie wurde im Jahr 1856 auf Dampfbetrieb umgestellt und war damit die erste richtige Eisenbahn in Schweden. Davor war bereits 1798 bei Höganäs in Südschweden eine erste nichtöffentliche Pferdebahn eröffnet worden, der vor allem in den Bergwerksgebieten Mittelschwedens bald weitere Bahnen folgten.
Die erste von Beginn an mit Dampf betriebene Strecke war die 1856 eröffnete, privat betriebene Bahnstrecke Nora–Ervalla. Bereits 1854 hatte der schwedische Reichstag beschlossen, ein nationales Schienennetz aus so genannten Stammbahnen (schwedisch Stambanor) zu bauen. Als erste Strecken wurden Västra stambanan von Göteborg über Falköping nach Stockholm und Södra stambanan von Malmö über Nässjö nach Falköping beschlossen. Von 1855 bis 1883 unterstand der staatliche Schienenverkehr der Järnvägsbyggnadsstaten. Am 1. Dezember 1856 konnten mit Malmö–Lund und Jonsered–Göteborg die ersten Abschnitte dieses Netzes und damit die ersten Strecken von Statens Järnvägar (SJ) eröffnet werden. 1860 erreichte das Bahnnetz Stockholm, und 1864 waren die beiden 1856 beschlossenen Strecken fertig. Es folgten bis 1881 Nordvästra stambanan, in Laxå abzweigend von der Västra stambana nach Charlottenberg und weiter über die norwegische Grenze nach Oslo, die Östra Stambana von Katrineholm nach Nässjö und Norra stambanan von Stockholm nach Ånge.
Abseits des SJ-Netzes blieb der Ausbau des Eisenbahnnetzes weitgehend privater Initiative überlassen. Bereits 1876 gab es daher rund 2800 Kilometer private Bahnstrecken, verglichen mit rund 1500 Kilometern Strecken von SJ. Private Investoren bauten dabei vorwiegend im mittelschwedischen Bergwerksrevier Bergslagen, da hier durch Bergwerke und Montanindustrie genügend Nachfrage nach Transportleistungen vorhanden war.
Das nördliche Schweden blieb zunächst ohne Bahnverbindung. Erst mit der Fertigstellung der Mittbana von Sundsvall über Ånge nach Storlien im Jahr 1885 begann SJ mit der Erschließung dieser großen Landesteile. SJ plante danach den Bau einer Küstenstrecke über Örnsköldsvik, Umeå und Luleå bis zur finnischen Grenze bei Haparanda. Diese Strecke wurde durch das Militär wegen Angst vor einer möglichen Bedrohung einer küstennahen Strecke durch Kriegsschiffe oder Landungstruppen untersagt. Stattdessen musste SJ weit im menschenleeren Landesinneren bauen, die Küstenstädte wurden durch kurze Stichbahnen an die Norra Stambana angebunden. Bis Boden wurde die Strecke 1894 fertiggestellt, der Abschnitt bis Haparanda wurde erst 1919 fertig. Unabhängig davon begann schon 1884 der Bau der Bahnstrecke Luleå–Narvik (Malmbanan) von Luleå über Boden und Gällivare bis ins norwegische Narvik. Die gesamte Malmbana wurde erst 1902 fertig. Ursprünglich war diese Strecke von privaten Finanziers geplant worden, deren Gesellschaft aber bereits 1888 Konkurs anmeldete, worauf SJ die Strecke 1891 übernahm.
Im südlichen Schweden wurde das Bahnnetz vorwiegend durch private Gesellschaften ausgebaut; neben Normalspurstrecken entstanden dabei ausgedehnte Schmalspurnetze, vorwiegend in 891-mm- und 1067-mm-Spurweite. Die größte Privatbahn wurde die Bergslagernas Järnvägar, über deren Strecke Falun–Kil–Trollhättan–Göteborg der Montanverkehr des Bergslagener Reviers abgewickelt wurde. Vor der Jahrhundertwende begann Schweden aber vereinzelt mit Verstaatlichungen; so kam die von mehreren Privatbahnen betriebene wichtige Strecke von Malmö nach Göteborg bereits 1896 in den Besitz von SJ. Dennoch hatten SJ 1914 nur 30 % Anteil am gesamten Transportaufkommen auf der Schiene, 70 % wurden durch die privaten Bahnen erbracht.
Auf der Insel Gotland wurde ab 1878 ein eigenes Netz in 891-mm-Spur errichtet. 1924 erreichte es den größten Ausbaustand mit genau 200 Kilometern.
Der Kohlenmangel im Ersten Weltkrieg, unter dem Schweden trotz seiner Neutralität zu leiden hatte, führte zur beschleunigten Elektrifizierung des Bahnnetzes. Als erste Hauptlinie wurde die Malmbana elektrifiziert, die 1915 zwischen Kiruna und Riksgränsen den Betrieb aufnahm. Bereits 1895 war mit der Roslagsbanan bei Stockholm aber die erste Strecke (zudem in 891-mm-Spur) elektrifiziert worden; SJ hatte von 1905 bis 1907 in Stockholm ebenfalls erste Versuche auf kurzen Abschnitten durchgeführt. Als System wurde das mitteleuropäische 15 kV-16 2/3 Hz-Einphasen-Wechselstromsystem ausgewählt, wie es in Deutschland, Österreich und der Schweiz verwendet wird. Norwegen schloss sich dieser Entscheidung an. Am 1. Oktober 1918 ereignete sich Schwedens schwerstes Zugunglück mit mindestens 42 Todesopfern.
1923 war die Malmbana komplett mit Fahrdraht versehen. Bis zum Ausbruch des Zweiten Weltkrieges konnten SJ die Verbindungen zwischen den wichtigsten Städten Malmö, Göteborg und Stockholm komplett elektrifizieren, erst 1942 konnte aber die Lücke zwischen der Malmbana und den südlich davon liegenden elektrischen Strecken geschlossen werden. Die großen Privatbahnen begannen ab den 1920er Jahren mit der Elektrifizierung ihrer wichtigsten Strecken. Gleichzeitig wurden noch bis etwa 1930 weiterhin in großem Umfang neue Strecken gebaut, sowohl von SJ als auch von privaten Bahnen.
Das letzte große Projekt zwischen den Weltkriegen war in Schweden der Bau der Inlandsbanan, die vorwiegend aus strategischen Gründen sowie zur Erschließung der inneren Landesteile erbaut wurde. Für diese Strecke wurden zwischen Kristinehamn und Sveg bestehende Privatbahnen verstaatlicht, von 1916 bis 1937 dauerte schließlich der Bau der restlichen Strecke von Sveg über Östersund, Storuman und Jokkmokk bis Gällivare.

### 1930 bis 1980
Die Weltwirtschaftskrise brachte 1930 in Schweden das Ende des Eisenbahnbaus. Zudem brachte sie den Anfang vom Ende der meisten Privatbahnen, nachdem bereits zuvor immer wieder vereinzelte Privatbahnen an SJ übergegangen waren. Andere Privatbahnen schlossen sich zunächst zu größeren Einheiten zusammen, so etwa die TGDG (Trafikförvaltningen Göteborg-Dalarna-Gävle), die als Betriebsgemeinschaft der Södra Dalarnes Järnvägar, der Bergslagernas Järnvägar und der Gefle-Dala Järnväg entstand. Noch 1931 hatte SJ nur 40 % Anteil am gesamten Schienenverkehr Schwedens, nach Ende der Verstaatlichungen um 1960 waren es 95 %. Bis 1937 waren nur einzelne, teilweise im Besitz von Provinzen befindliche Privatbahnen an SJ verkauft worden. 1939 fasste der Reichstag aber den Beschluss zur grundsätzlichen Verstaatlichung aller Privatbahnen durch Aufkauf der Aktien. 1945 kamen so die Stockholm-Västerås-Bergslagens Järnvägar und die Halmstad-Nässjö Järnvägar mit rund 800 Kilometern Streckennetz zu SJ, die GDG mit ihren über 1300 Kilometer Strecken kam 1947 zu SJ.
Nach dem Zweiten Weltkrieg begann der Ausbau der Hauptstrecken und gleichzeitig die Stilllegung vieler Nebenstrecken. So verschwand bis 1981 fast das gesamte, ursprünglich über 2700 Kilometer umfassende Schmalspurnetz der SJ. Bis 1964 wurde andererseits der zweigleisige Ausbau der Strecken Stockholm–Göteborg und Stockholm–Malmö abgeschlossen, nachdem zuvor bis nach dem Krieg lediglich kurze Abschnitte im Vorortbereich der Großstädte zweigleisig waren. 1972 stellte SJ die letzten Dampfloks ab.
In den 1970er Jahren gab es schließlich nur noch vier Privatbahnen; die größte mit 300 Kilometern Streckenlänge war die Trafik Grängesberg-Oxelösund Järnvägar (TGOJ), gefolgt von der Nora Bergslags Järnväg mit 172 Kilometern Netz und der schmalspurigen Nordmark–Klarälvens Järnvägar mit 158 Kilometern. Während letztere schrittweise ihr Netz reduzierte und 1990 den Betrieb endgültig einstellte, wurden die anderen Gesellschaften von SJ übernommen, zuletzt 1989 die TGOJ, die als nominell selbstständige Gesellschaft erhalten blieb. In den 1970er Jahren begann bei SJ ein Umdenken. Es wurden nur noch wenige Strecken eingestellt, dafür wurde ab 1973 mit dem Aufbau eines vertakteten Fernverkehrs begonnen, der 1985 zum Intercity-Netz zwischen Stockholm, Göteborg, Malmö und Sundsvall führte. 1979 konnten die SJ durch Fahrpreissenkungen und Rabattkarten viele Neukunden gewinnen. Im gleichen Jahr wurde eine umfassende Verkehrsreform beschlossen.

### 1980 bis 2000
Die Verkehrsreform von 1979 brachte eine Zweiteilung des Netzes in ein Reichseisenbahnnetz und ein von den Provinzen zu subventionierendes oder stillzulegendes Nebennetz. Dies führte zunächst von 1984 bis 1990 zur Einstellung des Personenverkehrs auf insgesamt fast 1400 Kilometern Strecke.
In den 1980er Jahren wurden erste gemeinsam von Gemeinden und Provinzen getragene Länstrafikföretag gegründet, die die finanzielle Verantwortung für den Eisenbahnverkehr ab 1984 übernahmen. Dazu gehörte das Recht, den günstigsten Anbieter per Ausschreibung zu ermitteln. 1985 wurde mit dem Krösatåg in der Provinz Jönköping die erste nicht von SJ betriebene, in lokaler Verantwortung laufende Strecke eingerichtet, die Provinz übernahm den Betrieb zwischen Jönköping, Nässjö und Värnamo. Weitere Provinzen folgten bald, andere bestellten ihre Strecken ab. 1988 wurde SJ in drei Gesellschaften aufgeteilt, wobei die Infrastruktur von Banverket übernommen wurde und damit in staatlicher Hand blieb. Banverket nahm seinen Sitz in Borlänge, weit weg vom Sitz der SJ in Stockholm.
Die geplante Stilllegung der Inlandsbahn durch SJ führte schwedenweit zu Protesten. So konnte die 1992 gegründete Inlandsbanan AB die Strecke zwischen Gällivare und Mora übernehmen und es kamen über eintausend Kilometer Bahnstrecke in die Verwaltung von fünfzehn Gemeinden.
Seit 2001 ist der restliche Betrieb von SJ in neue Gesellschaften aufgeteilt worden, defizitäre und von Staat und Provinzen aus öffentlichem Interesse bezuschusste Verkehre werden inzwischen von vielen privaten Bahnen betrieben. Der Güterverkehr ist inzwischen nicht mehr nur alleinige Domäne von Green Cargo, dem Nachfolger der SJ-Güterverkehrssparte. Hier fahren immer mehr private Eisenbahnunternehmen.

### Struktur der Eisenbahngesellschaften seit der Eisenbahnreform von 2001
Bis Ende 2000 war die staatliche Statens Järnvägar (SJ), abgesehen von den wenigen privaten Nebenbahnstrecken und Schmalspurbahnen, der Monopolist auf den Gleisen in Schweden. 1997 wurde begonnen, das Monopol aufzulösen, am 1. Januar 2001 wurde der Schienenverkehr in Schweden vollständig liberalisiert und die SJ in verschiedene Unternehmen aufgeteilt.
Die frühere Staatsbahn SJ ist in die selbständigen Unternehmen SJ AB und Green Cargo AB aufgegangen, wobei schon vorher eine Teilung in die beiden Geschäftsbereiche Persontrafikdivision und Godsdivision bestand. Beide Unternehmen sind somit nur noch Eisenbahnverkehrsunternehmen. SJ AB betreibt den Personenverkehr und Green Cargo den Güterverkehr. Den Fernverkehr muss SJ eigenverantwortlich erbringen, während der Nahverkehr von den Provinziallandtagen bestellt wird und bezahlt wird. Dafür dürfen sich diese den günstigsten Anbieter heraussuchen. Kann SJ eine Fernverkehrsrelation nicht mehr wirtschaftlich betreiben, so wird diese Rikstrafiken zum Ausschreiben angeboten.
Die Bahnhöfe wurden der Gesellschaft Jernhusen AB unterstellt, das zusammen mit den Werkstatts- und Fahrzeugunterhaltsunternehmen (EuroMaint, SweMaint und Nordwaggon, das 2006 an Transwaggon verkauft wurde) in der Holding Swedcarrier AB zusammengefasst ist, die ebenfalls dem schwedischen Staat gehört.
Für die Strecken und deren Unterhalt wurde bereits 1988 die staatliche Behörde Banverket gebildet. Banverket wurde am 1. April 2010 mit der für Straßenbau und -unterhalt zuständigen Vägverket zu einer gemeinsamen Behörde namens Trafikverket zusammengelegt, die ihren Sitz ebenfalls in Borlänge hat.
Die Gesellschaften sind für eine der drei Kategorien Administration, Transport und Service zuständig.

#### Administration
Die Steuerung der Infrastruktur ist in Schweden zu 100 % in den Händen des Staates und der Provinzen. Hierher gehört Trafikverket, das für die gesamte Infrastruktur – mit Ausnahme der Inlandsbahn – zuständig ist.

#### Transport
Für den Transport sind die verschiedenen privaten Eisenbahnverkehrsunternehmen (EVU) zuständig.

#### Service
Hier ist die staatliche Swedcarrier AB angesiedelt sowie die private Unigrid AB, die für das Computernetzwerk verantwortlich ist. Ebenfalls Serviceleistungen erbringt die private TraffiCare AB, die für die Zugreinigung und Zugabfertigung zuständig ist.

### Ausbau und neue Zugverbindungen
In den 1990er Jahren wurde das schwedische Bahnnetz zunehmend ausgebaut und modernisiert. Der Einsatz der Hochgeschwindigkeitszüge X2000 begann 1990 zwischen Stockholm und Göteborg. Dank der Neigetechnik können die Züge die Fahrtzeit ohne Neubaustrecken deutlich reduzieren. Das schwedische Bahnnetz wurde mit neuen Strecken und dem Ausbau von Knoten modernisiert. 1986 bekam Helsingborg einen neuen unterirdischen Hauptbahnhof. Es wurde damit begonnen, die Strecke Göteborg–Helsingborg–Malmö durchgehend zweigleisig auszubauen. Der Ausbau ist noch nicht abgeschlossen, vor allem aufgrund großer Probleme beim Bau des Hallandsåstunnels durch den Hallandsåsen, einen Bergrücken nördlich von Helsingborg. Zwischen Helsingborg und Landskrona wurde bereits eine neue zweigleisige Strecke fertiggestellt. Große inzwischen fertige Neubauprojekte waren der Bau der Flughafenlinie zum Stockholmer Flughafen Arlanda, der teilweise Neu- und Ausbau der Svealandsbana zwischen Stockholm und Eskilstuna und der Ausbau der Strecke Stockholm–Västerås. Weitere Ausbauten, so etwa zur Beseitigung des Nadelöhrs der Årstabrücke südlich von Stockholm Central, wurden bereits begonnen oder sind in der Planung.
Im Sommer 2008 wurde erstmals nach 20 Jahren wieder eine durchgehende Zugverbindung zwischen Malmö und Narvik angeboten. Die Verbindung wird als Lapplandståget (dt. Lapplandszug) bezeichnet. Dabei handelt es sich mit seinen 2147 Kilometern Laufweg um einen der am weitesten verkehrenden regulären Züge in Europa. Der Zug wird von Veolia Transport, der schwedischen Tochtergesellschaft von Veolia Environnement, betrieben.
Größtes Neubauprojekt ist die Botniabana, mit der die im 19. Jahrhundert durch das Militär verhinderte Küstenstrecke von Sundsvall über die auszubauende Strecke nach Härnösand und von dort über Örnsköldsvik, Husum, Nordmaling nach Umeå nach fast 130 Jahren im August 2010 fertiggestellt wurde. Die Streckenlänge beträgt 190 Kilometer mit 140 Brücken und 25 Kilometern Tunnel, die Höchstgeschwindigkeit für Personenzüge liegt bei 250 km/h (wobei es jedoch derzeit keine so schnellen Züge gibt).

## Eisenbahnverkehrsunternehmen (EVU)
Die frühere Staatsbahn Statens Järnvägar (SJ) betreibt nur noch den eigenwirtschaftlichen Fernverkehr, während für den Nahverkehr die einzelnen Provinzen zuständig sind. Fernverkehr, der nicht eigenwirtschaftlich ist, wird ausgeschrieben. So entstanden viele neue EVU, die den Provinziallandtagen (schwedisch landsting) oder Gemeinden (kommuner) gehören; ebenso sind viele private Eisenbahnunternehmen aktiv.
Die internationalen Nahverkehrsaktivitäten des DB-Konzerns werden seit dem 1. Januar 2011 im Geschäftsfeld DB Arriva gebündelt. Der schwedischen Unternehmensteile von DB Regio wurden deshalb von DB Arriva übernommen. Dabei wurde DB Regio Sverige AB in Arriva Östgötapendeln AB umbenannt.
Im Güterverkehr ist Green Cargo das größte Unternehmen.

### Liste von EVU im Personenverkehr
- SJ AB (SJ)
- Arlanda Express (A-Train AB)
- Citytåg i Sverige AB
- DSBFirst und DSB Sverige AB
- Inlandsbanan AB (IBAB)
- MTR Corporation
- Snälltåget
- Skandinaviska Jernbanor
- Transdev Sverige
- VR Sverige (bis 2022 Arriva Tåg)
- Vy Tåg (bis 2019 Tågkompaniet)
- Merresor AB (bis 2010)

### Liste von EVU im Güterverkehr
- Green Cargo
  - TGOJ Trafik AB
  - NTR AB
- CargoNet AB (ehemals Norwegische Staatsbahn, Transitgüterzüge Narvik–Oslo)
- Hector Rail AB
- Inlandståget AB
- Malmtrafik i Kiruna AB (MTAB)
- MidCargo AB
- Peterson Rail
- Railcare Tåg AB
- Tågfrakt Produktion AB
- Tågåkeriet i Bergslagen AB (Tågab)
- TX Logistik AB
- CFL Cargo Sverige[6]

## Länstrafiken
Die schwedischen Provinzen (Län) sind für die Planung, Organisation und Leistungsbestellung des ÖPNV zuständig, vergleichbar den deutschen ÖPNV-Aufgabenträgern. Die dafür gegründeten Länstrafiken übernehmen meist auch die Funktionen eines Verkehrsverbunds. Teilweise haben mehrere Provinzen Gemeinschaftsunternehmen gegründet. Sie erstellen die Fahrpläne, legen die Fahrpreise fest, stellen teilweise im Schienenverkehr die Fahrzeuge, weil deren Lebensdauer länger ist als die Verkehrsverträge, und ermitteln per Ausschreibung den günstigsten Anbieter.
- Skånetrafiken
- Västtrafik (Västtåg, Pendeltåg (Göteborg))
- Jönköpings Länstrafik (Marke: Krösatågen)
- Hallandstrafiken, Blekingetrafiken, Länstrafiken Kronoberg (nur Fahrkartenverkauf und Busverkehr. Öresundståg, Västtrafik oder Jönköpings LT machen alle Fahrpläne und Fahrzeugverantwortung für Zugverkehr)
- Länstrafiken i Jämtlands län, Y-Trafik, Länstrafiken i Västerbotten, Länstrafiken i Norrbotten (nur Fahrkartenverkauf und Busverkehr, Zugverkehr in Zusammenarbeit mit Inlandsbanan und Norrtåg)
- Värmlandstrafiken
- Östgötatrafiken
- Storstockholms Lokaltrafik (SL)
- Tåg i Bergslagen (SPNV in Örebro, Västmanlands, Dalarnas län)
- Länstrafiken i Örebro, Länstrafiken i Västmanland, Länstrafiken i Sörmland, Dalatrafik – nur Busverkehr.
- Upplands Lokaltrafik (Upptåget)
- X-Trafik (X-Tåget) (SPNV in Gävleborgs län)
- Norrtåg (SPNV in Västernorrlands, Västerbottens län, Jämtlands län und Norrbottens län)

## Liste von Eisenbahnstrecken in Schweden
Bei den unten stehenden Bezeichnungen der Eisenbahnstrecken ist zu beachten, dass es sich oftmals um Kunstbegriffe handelt, die erst bei der Namensgebung durch Banverket im Jahre 1990, also lange nach dem Bau der Strecken unter anderen Bezeichnungen so benannt wurden. Oft entstanden durch Änderungen der Verkehrsflüsse, durchgehende Zugverbindungen, Stilllegungen und Umspurungen von Schmal- in Normalspur diese neuen Begriffe; siehe Beispiel: Stångådalsbanan.
- Arlanda Express: Stockholm–Arlanda (Flughafen)
- Bastuträsk–Skelleftehamn
- Bergslagsbanan
- Blekinge kustbana: Karlskrona–Kristianstad
- Bohusbanan: Göteborg–Uddevalla–Strömstad
- Bollnäsbanan
- Botniabanan
- Dalabanan: Uppsala–Sala–Avesta–Borlänge–Mora
- Bahnstrecke Forsmo–Hoting
- Bahnstrecke Kil–Torsby
- Godsstråket genom Bergslagen: Mjölby–Hallsberg–Örebro–Fagersta–Krylbo–Storvik
- Grödingebanan
- Halmstad–Nässjö
- Haparandabanan: Boden–Haparanda
- Inlandsbanan: Kristinehamn–Mora–Sveg–Östersund–Gällivare
- Jönköpingsbanan
- Jörnbanan
- Bahnstrecke Skövde–Karlsborg (Karlsborgsbanan)
- Kinnekullebanan: Gårdsjö–Mariestad–Lidköping–Håkantorp
- Kontinentalbanan: Malmö–Trelleborg
- Kust till kust-banan: Göteborg–Borås–Emmaboda–Kalmar/Karlskrona
- Köping–Uttersberg–Riddarhyttans Järnväg
- Limedsforsen–Särna
- Lommabanan
- Lysekilsbanan
- Malmbanan: Luleå–Boden–Kiruna–Narvik
- Mellansel–Örnsköldsvik
- Mittbanan
- Morjärv–Karlborgsbruk
- Mälarbanan: Stockholm–Enköping–Västerås–Örebro
- Norgebanan
- Nora Ervalla Järnväg
- Norrbotniabanan (geplant)
- Norra stambanan: Storvik/Gävle–Bollnäs–Ånge
- Nynäsbanan
- Nässjö–Hultsfred
- Nässjö–Åseda (in Betrieb nur bis Vetlanda)
- Ostkustbanan: Stockholm–Uppsala–Gävle–Söderhamn–Hudiksvall–Sundsvall
- Piteåbanan
- Roslagsbanan: Stockholms östra–Kårsta
- Sammanbindningsbanan: Stockholms södra–Stockholm C
- Saltsjöbanan: Stockholm–Saltsjöbaden
- Simrishamnbanan
- Skånebanan: Helsingborg–Hässleholm
- Smalspårsjärnvägen Hultsfred–Västervik
- Staffanstorpsbanan
- Stambanan genom övre Norrland: Bräcke–Vännäs-Boden
- Storuman–Hällnäs
- Stångådalsbanan: Linköping–Kalmar
- Svealandsbanan: Stockholm–Södertälje–Strängnäs–Eskilstuna
- Kilafors–Söderhamn
- Söderåsbanan
- Södra stambanan: Falköping–Nässjö–Malmö
- Östra stambanan: Katrineholm–Norrköping–Nässjö
- TGOJ-Banan: Grängesberg–Eskilstuna–Flen–Nyköping–Oxelösund
- Tjustbanan: Linköping–Västervik
- Uddevalla–Vänersborg–Herrljunga Järnvägs AB
- Bahnstrecke Uppsala–Enköping
- Viskadalsbanan: Borås–Varberg
- Vänerbanan
- Vännäs–Umeå–Holmsund Bahn: Vännäs–Umeå–Holmsund
- Värmlandsbanan oder Nordvästra stambanan: Laxå–Karlstad–Kil–Arvika–Charlottenberg–(Oslo)
- Västkustbanan: Göteborg–Lund–(Malmö)
- Västra stambanan: Stockholm–Södertälje–Järna–Flen–Katrineholm–Hallsberg–Laxå–Falköping–Göteborg
- Ystadbanan
- Ådalsbanan
- Älmhult–Olofström
- Älvsborgsbanan: Borås–Herrljunga–Vänersborg–Uddevalla
- Bahnstrecke Örbyhus–Hallstavik
- Öresundsbanan: Malmö–Öresundverbindung–København
- Österlenbanan

Besonders in Südschweden wird meist nach Taktfahrplan gefahren mit der in Europa häufigsten Symmetrieminute (Zugkreuzung) kurz vor der vollen Stunde.

## Weitere schienengebundene Verkehrssysteme
In Stockholm verkehrt die einzige U-Bahn Schwedens mit mehreren Linien, die Tunnelbana. Das Straßenbahnsystem in Göteborg umfasst zwölf Linien und ist eines der größten Netze Europas. Weitere Straßenbahnen verkehren in Norrköping, Stockholm und seit 2020 in Lund.